# Лягушковый клариевый сом
Лягушковый клариевый сом, или промысловый клариас (лат. Clarias batrachus) — вид лучепёрых рыб из семейства клариевых (Clariidae).
Длина тела до 47 см, вес до 1,2 кг. Окраска тела серого или серовато-коричневого цвета. Взрослые самцы отличаются от самок точечным рисунком спинного плавника. Чешуя на коже покрыта слизью, которая защищает рыбу, когда она находится вне воды.
Лягушковый клариевый сом обитает в Шри-Ланке, восточной Индии, Малайзии до дельты Меконга. Он сильно размножился как интродуцированный вид также в нескольких частях Флориды.
У рыбы имеется дополнительный орган дыхания в форме воздушного мешка, благодаря которому она может дополнительно получать воздух с поверхности бедных кислородом местообитаний. Могут некоторое время находиться вне воды.
В дикой природе это всеядная рыба, питается мелкой рыбой, моллюсками и другими беспозвоночными, а также детритом и водными сорняками.
В Таиланде эта рыба является недорогим продуктом питания.